# Рецидивизам
Рецидивизам (/rɪˈsɪdɪvɪzəm/; од рецидивног и изма, од латинског рецидивуса "понављајуће", од поновног "повратка" и "кад паднем") је чин особе која понавља непожељно понашање након што су или искусили негативне посљедице тога понашања, или су обучени да угасе то понашање. Користи се и за проценат бивших затвореника који су поново затворени за сличан прекршај.
Рецидивизам је у медицини, психијатрији, психологији и социјалном раду, појава да се неки поремећај поново јавља после периода оздрављења. У криминалистици и форензичкој психологији, понављање истог преступа по издржаној казни за који је починилац већ осуђиван. На пример, научна литература се може односити на рецидивизам сексуалних преступника, што значи учесталост откривања или хапшења извршење додатних сексуалних злочина након што је пуштен из затвора за сличне злочине.